# Pycnopsyche guttifera
Pycnopsyche guttifera là một loài Trichoptera trong họ Limnephilidae. Chúng phân bố ở miền Tân bắc.